# Північний Гринвіч (станція метро)
51°30′02″ пн. ш. 0°00′13″ сх. д. / 51.500556° пн. ш. 0.003611° сх. д.
Північний-Гринвіч (англ. North Greenwich) — станція лінії Джубилі Лондонського метро, на півострові Гринвіч, Лондон. Розташована у 2-й та 3-й тарифній зонах, між станціями — Кенері-Ворф та Кеннінг-таун. Пасажирообіг на 2017 рік — 28.15 млн осіб
- 14. травня 1999: відкриття станції[4]

## Пересадки
- На автобуси London Buses маршрутів: 108, 129, 132, 161, 188, 422, 472, 486
- На станцію Канатної дороги Emirates